# شعبه فوق‌العاده کامبوج
شعبه فوق‌العاده کامبوج (انگلیسی: The Extraordinary Chambers in the Courts of Cambodia) به طور عامیانه دادگاه خمر سرخ (به انگلیسی: Khmer Rouge Tribunal) و به اختصار ECCC یک دادگاه ملی بود که با همکاری سازمان ملل متحد به منظور محاکمه سران خمر سرخ و دیگر مسئولان نسل‌کشی کامبوج تشکیل شد. این دادگاه صلاحیت محاکمه جرایم بین‌المللی چون جنایت علیه بشریت، جنایت جنگی و نسل‌کشی را دارد.